# 伊納駅
伊納駅（いのうえき）は、北海道旭川市江丹別町春日にあった北海道旅客鉄道（JR北海道）函館本線の駅（廃駅）である。駅番号はA26。電報略号はイノ。事務管理コードは▲120106。

## 歴史
神居古潭などの石狩川の渓谷地帯を通過する納内駅 - 旭川駅間にあって、当駅付近は若干の平地があることから運転上必要な信号場として設置された。そういった経緯から1898年（明治31年）の開業時には周辺は鬱蒼とした森林であった。開業後ほどなく旅客や貨物の取り扱いも始まり当駅も木材の搬出などにも使われたが、森林資源が枯渇したため林業従事者は転出してしまい、若干の農家が住むのみの地区となった。
昭和40年代に入り進められた函館本線旭川駅までの複線電化にあたって、神居古潭周辺はトンネル主体の新線によって抜本的な輸送改善を行うこととなった。このため当駅の処遇も問題となった。
駅が所在する春日地区は前述の通りの開拓農家（当時40戸ほど）しかなく、当駅の利用も159人/日程度しかなかったが、当時春日地区から石狩川対岸の国道12号へのアクセスは渡船しかなく、近文や旭川市街へ通じる道路は冬季通行不能の幅員約3mの道路しかない陸の孤島であったため地元から存続について強い要望があった。このため新線のルート選定にあたっても当駅の通過は必須となり、結果1969年（昭和44年）に開通した新線に置いても、路盤が切り替わったことによるホームの若干の移転と無人化のみで存続となった。

その後石狩川対岸へ伊納大橋が架かり、国道12号と直結したことで春日地区の交通事情は改善したものの、当駅からは対岸の台場地区に所在した北海道旭川北都商業高等学校生徒による通学利用が見られるようになった。しかし、2011年（平成23年）3月に同校が閉校したことで利用者は激減し、2021年（令和3年）の廃止に至った。

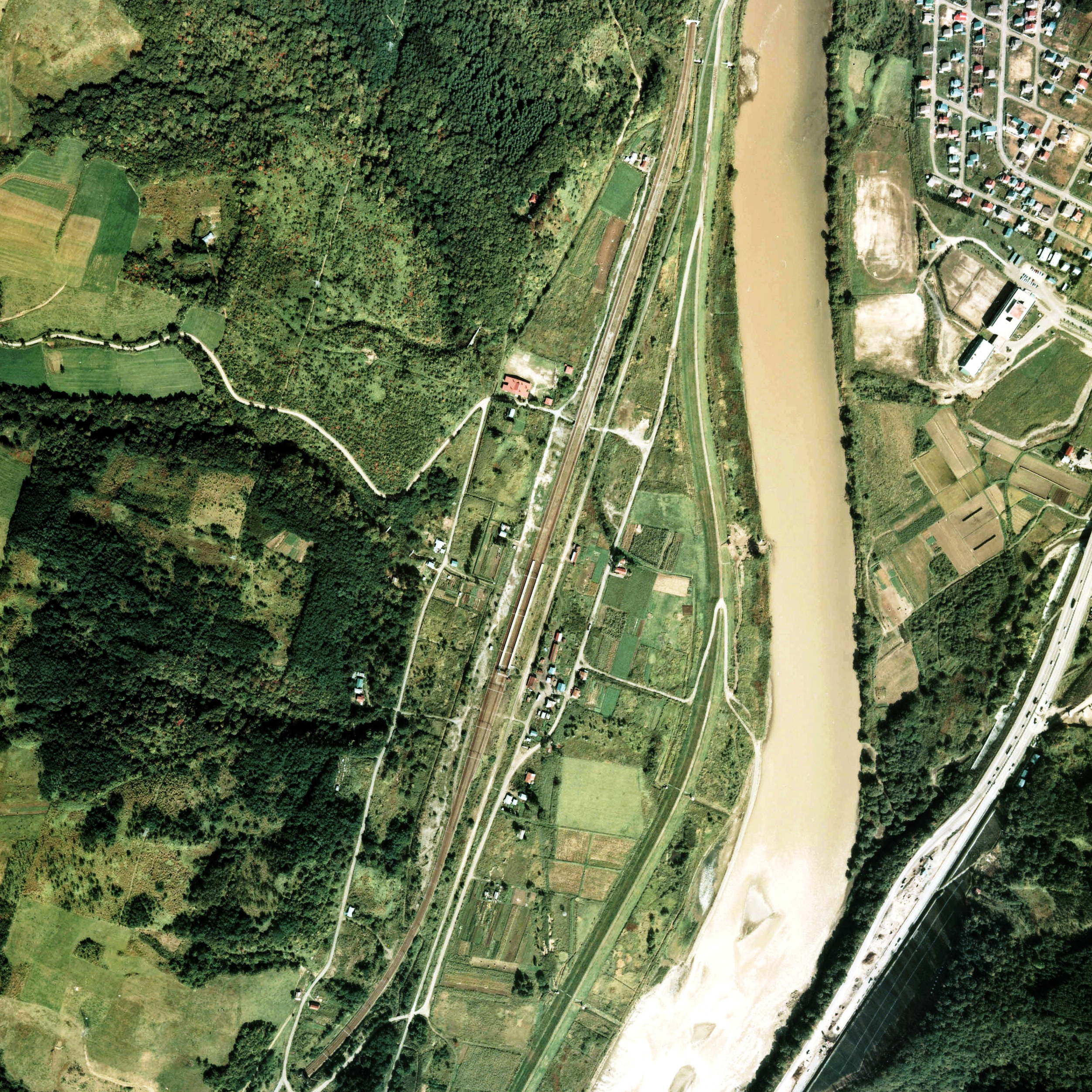
1977年の伊納駅と周囲1km範囲。上が旭川方面。駅周囲の村落は伊納大橋が架けられる前で孤立状況に近い。上下線別々の単式ホームではあるが、ホームは細い簡易型で上下線間が広く、ホームの拡張と併せてもう1線簡単に敷ける程である。駅舎は古い木造のものが、線路移設前の位置にそのまま残され、旧線跡を転用した道路が改札口側を通り抜ける一風変わった状況にある。もっとも既に無人化されていて、駅舎は待合室として使用されている。本線の滝川側には上下線共外側に保線用の側線が分岐している。新線に移行して、トンネル間の駅となった。

### 年表
- 1898年（明治31年）7月16日：北海道官設鉄道上川線空知太駅 - 旭川駅間開通に伴い伊納信号停車場として開業[1]。
- 1900年（明治33年）5月11日：旅客貨物の取扱い開始。同時に駅に昇格。伊納駅となる[5]。
- 1905年（明治38年）4月1日：官設鉄道（国有鉄道）に移管、それに伴い同鉄道の駅となる[1]。
- 1909年（明治42年）10月12日：線路名制定により函館本線の駅となる。
- 1969年（昭和44年）9月30日：納内駅 - 近文駅間新線切替により線路、ホーム移転。併せて無人化[6]。貨物・荷物扱い廃止。
- 1985年（昭和60年）7月：駅舎を余剰車掌車を転用したものに改築（同時期の旭川鉄道管理局内計9駅とともに、道内初の貨車改造駅となる）[7]。
- 1987年（昭和62年）4月1日：国鉄分割民営化により、北海道旅客鉄道（JR北海道）の駅となる[1]。
- 2021年（令和3年）3月13日：利用者減少に伴い、同日のダイヤ改正に併せ廃止[JR 1][JR 2][新聞 1][新聞 2]。

### 駅名の由来
現在の春日地区の旧地名（1923年〔大正12年〕時点での所在地は「鷹栖村字伊納」）より。
当駅の対岸を流れる現在の伊野川に由来するアイヌ語地名と考えられている。
由来については諸説あり、知里真志保は「イルオナイ（i-ru-o-nay）」（それ（＝熊）・の足跡・多い・沢）が「イロナイ」→「イノナイ」→「イノ」と転訛したもの、としている。
このほか、永田方正が「イヌンオペッ（inun-o-pet）」（漁期の仮小屋・ある・川）が原義である、とする説を唱えており、1973年（昭和48年）に国鉄北海道総局が発行した『北海道　駅名の起源』でもこの説を採る。
また、山田秀三は単に「イヌン（inun）」（漁期の仮小屋）が、「イヌン」→「エヌ」→「イノ」と転訛したことによる、とする説を推測している。
なお、所在地区名の「江丹別」はアイヌ語の「エタンネペッ（e-tanne-pet）」（頭・長い・川）もしくは「エトクタンネペッ（etok-tanne-pet）」（水源が・長い・川）に由来するとされる。

## 駅構造
上下方向別単式ホーム2面2線を有する地上駅だった。ホームは2面とも線路の東側（旭川方面に向かって右手側）に存在した。互いのホームは跨線橋で連絡しており、2番線（下り）に行くためには跨線橋を渡る必要があった。ホームは高台に設置されており、地平へは階段を降りる形となっていた。
旭川駅管理の無人駅となっていた。有人駅時代の駅舎は改築され、白一色に塗られた車掌車改造の貨車駅舎が2両分横に、間隔を空けて向かい合った形で並べられて設置されていた。なお、塗色は1985年（昭和60年）時点は白地に青帯であったが、その後現在の色に変わっている。そのうち待合室として使われていなかった一両が2014年（平成26年）秋に撤去された。
駅舎の南を通っている旭川サイクリングロードは単線時代の旧線跡を利用した物で、旧駅舎はその南側にあった。旧ホームの一部は2010年（平成22年）現在も残存している。また、1番線の南側には本線と全くつながっていない側線があり、保線と電気作業の訓練等に使用されている。この側線（訓練設備）には架線が張られ、転轍器も2箇所に設けられている。
2021年7月24日現在、跨線橋と下り 旭川方面のホームが解体済である。

### のりば
| 番線 | 路線      | 方向 | 行先             |
| ---- | --------- | ---- | ---------------- |
| 1    | ■函館本線 | 上り | 滝川・岩見沢方面 |
| 2    | ■函館本線 | 下り | 旭川方面         |

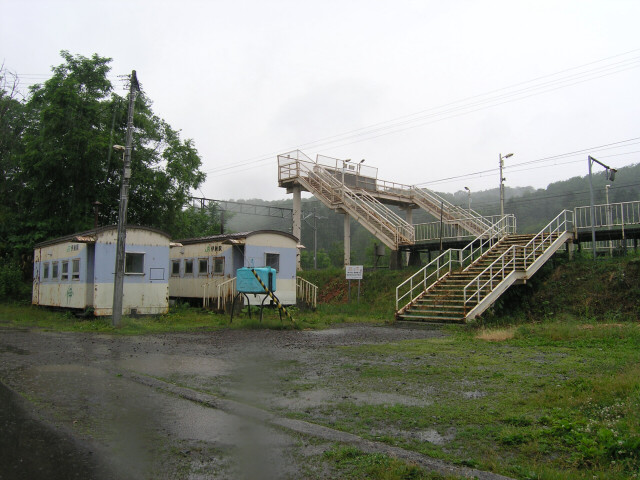
貨物駅舎が2両あった頃の駅全体（2004年6月）
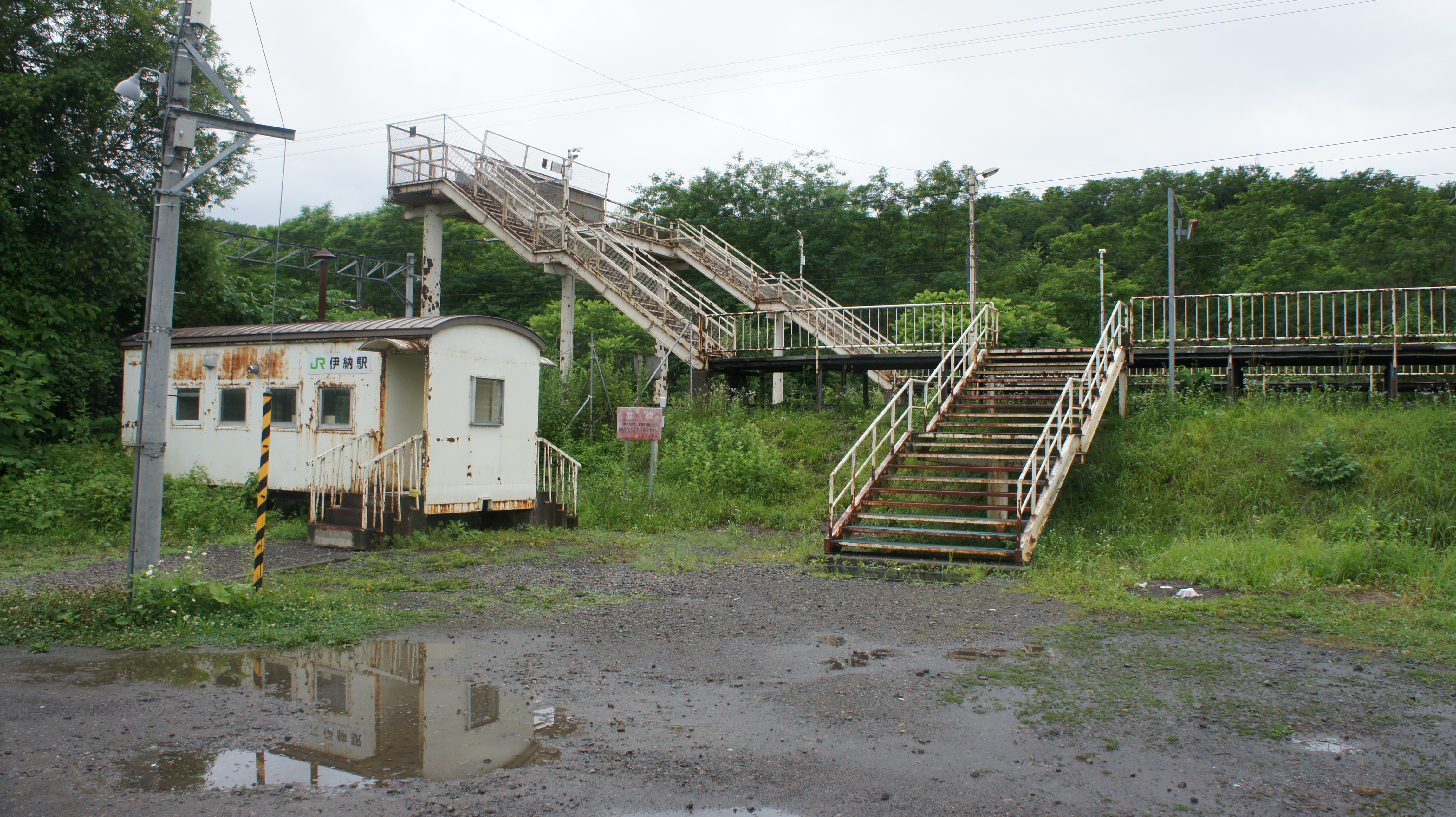
貨物駅舎1両分撤去後の駅全体（2017年7月）
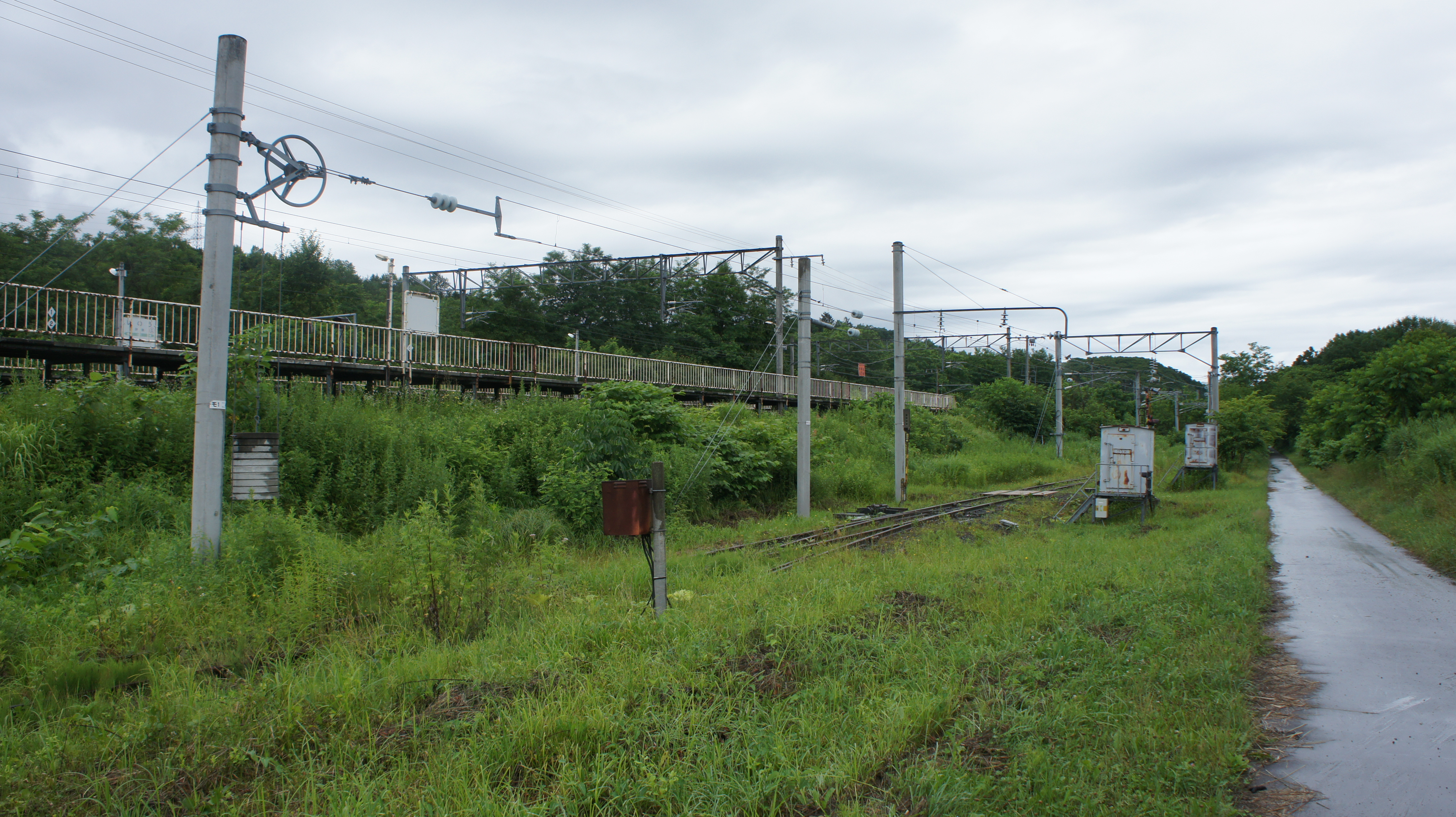
駅南側にある側線（2017年7月）
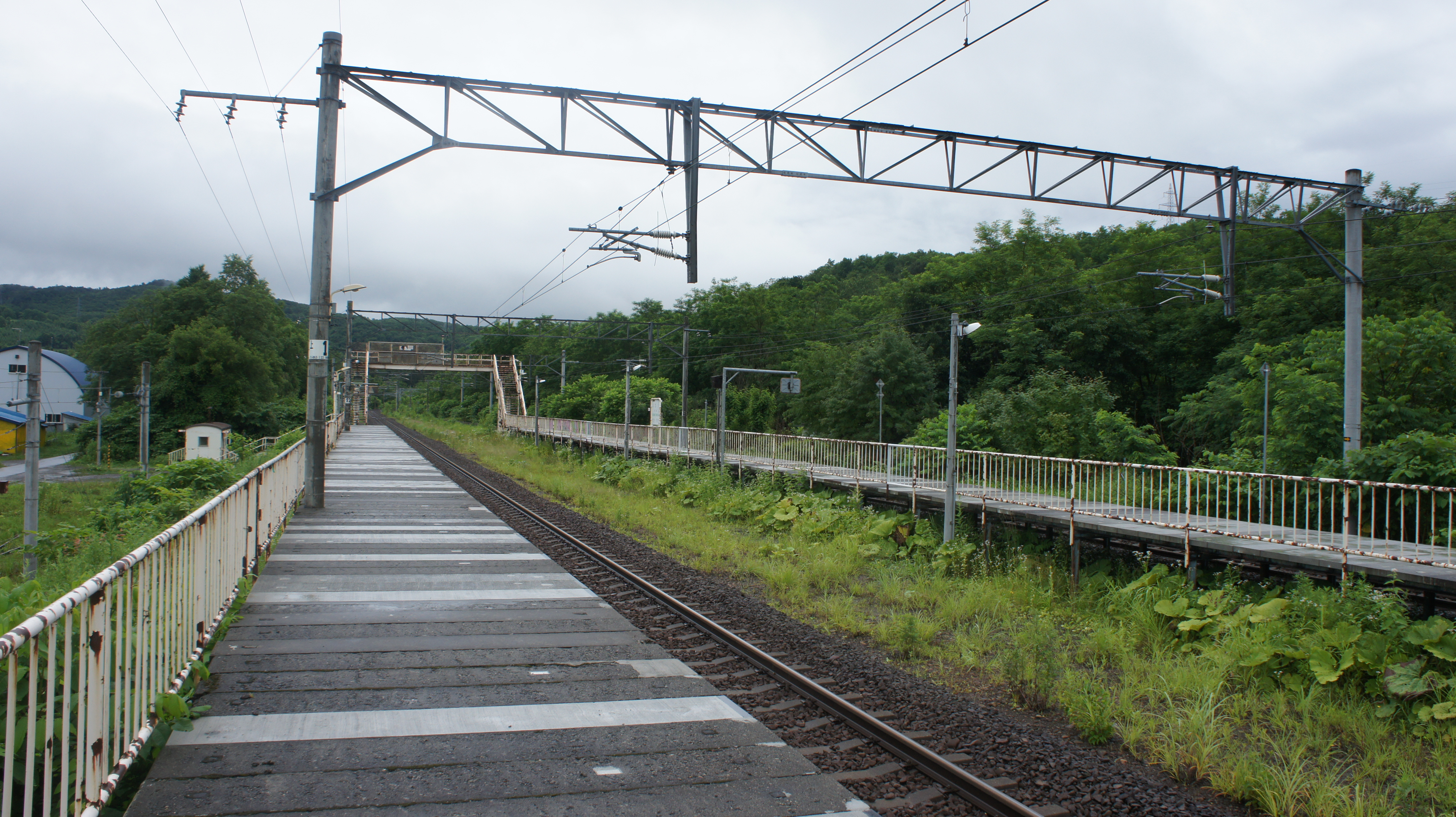
ホーム（2017年7月）
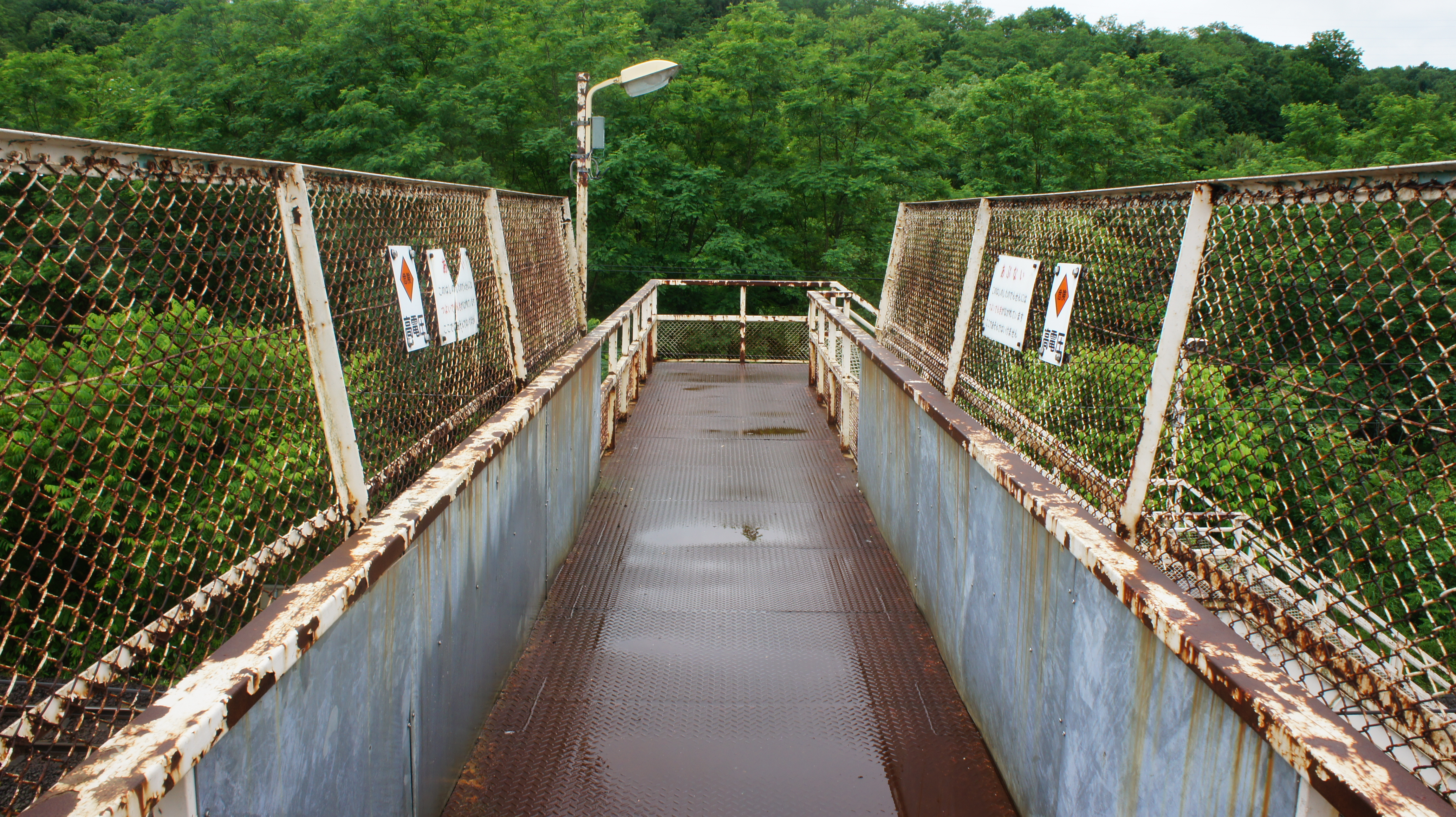
跨線橋（2017年7月）

## 利用状況
駅が立地する江丹別町春日地区は、農家が数軒存在するのみであった。
- 1921年（大正10年）度の年間乗車人員は5,280人（1日当たり14.6人）[4]。
- 1992年度（平成4年度）の平均1日乗降客数は412人[13]。
- 2011 - 2015年（平成23 - 27年）の乗降人員調査（11月の調査日）平均は「1名以下」[JR 3]。
- 2014 - 2018年（平成26 - 30年）の乗降人員調査（11月の調査日）平均は「3名以下」[JR 4]。
- 2015 - 2019年（平成27 - 令和元年）の乗降人員調査（11月の調査日）平均は「3名以下」[JR 5]。

1日の平均乗降人員は以下の通りである。
| 乗降人員推移 | 乗降人員推移 |
| 年度         | 1日平均人数  |
| ------------ | ------------ |
| 2011         | 2            |
| 2012         | 0            |
| 2013         | 2            |

## 駅周辺
江丹別町春日地区は、現在は農家や酪農家が数軒存在するのみとなっている。
- 旭川市春日青少年の家
- 伊納大橋
- 旭川メモリアルカントリークラブ
- 旭川ゴルフ倶楽部
- サンタプレゼントパーク
- 旭川北都ソーラー発電所（旧北海道旭川北都商業高等学校グラウンド跡地）
- 旭川市立台場小学校
- 旭川育児院
- 台場神社
- えさしストアー
- 北海道地図株式会社本社
- 神居古潭

旧線路跡を転用したサイクリングロードについては、落石等の危険があるとして、本駅付近の「伊納ゲート」から旧神居古潭駅近辺の「神居古潭ゲート」までの間は長期通行止めとなっており、近文大橋方面のみ通行が可能である。

## 駅跡
- 2021年度中に貨車駅舎、ホーム、跨線橋が全て撤去された。
- 2023年現在、旧線のホーム跡の一部と保線訓練設備と思われるものは、現存している。

## 隣の駅
北海道旅客鉄道（JR北海道）
■函館本線（当駅廃止時点）
納内駅 (A25) - *神居古潭駅 - *（春志内信号場） - 伊納駅 (A26) - 近文駅 (A27)
*打消線は廃駅および廃止信号場